# Ащысор (впадина)
Ащысор (Ащисор, c тюркск. «ащы» — «горький» и «сор» — «пересохшее озеро») — впадина в Казахстане, расположенная на полуострове Мангышлак на восточном побережье Каспийского моря.
Находится в 1,5 км от залива Александрбай и в 2 км от впадины Карагие. Состоит из двух котловин, разделённых каменным гребнем: меньшей, условно называемой Верхним Ащысором, и большей — Нижним Ащысором. Ащысором могут указывать бо́льшую из котловин, которая немного дальше от моря.

## История изучения и география
По данным начала XVIII века Ащысор был связан с Каспием, ещё в 1764 году соединялся с заливом Александрбай. Александр Бекович-Черкасский впервые нанёс его на карту в 1715 году и назвал заливом Осетер. На карте Г. С. Карелина залив обозначен именем Канкрина, тогдашнего министра финансов. Однако это название тоже не прижилось.
В конце XIX века Ащысор указывают уже как Бентурли-Ишан, что означает «главная духовная особа мангышлакских туркмен». К тому времени водоём отделяется от Александрбай песчаным гребнем, превратившись в озеро. Затем в зависимости от колебаний уровня Каспийского моря Ащысор, вероятно, то теряет с ним связь, то вновь соединяется.
Впадина и Каспий сейчас разделены песчаной перемычкой шириной от 4 до 15 км. В Верхний Ащысор из залива Александрбай незначительно просачивается вода, образуя небольшие озёра, пересыхающие в летний период. Донные соляные отложения Ащысора во многом аналогичны солям Кара-Богаз-Гола.

## Проекты по наполнению Ащысора водой
Советский географ С. Ю. Геллер в середине XX века представил проект по пропуску воды в Ащысор и далее в Карагие. По задумке, поток воды должен был обеспечивать работу небольшой ГЭС мощностью 35 тысяч кВт. Вода из Карагие должна была испаряться, сохраняя напор для ГЭС, а во впадинах — образовываться концентрированный рассол, из которого можно получать сульфат натрия и другие соли. Таким образом, была бы создана замена Кара-Богаз-Голу.
В 2017 году Ащысор было предложено заполнить водой для создания туристической зоны и искусственного моря. В мае 2022 года президент Казахстана Токаев заявил, что «залив Инжу-Маржан на Каспии» станет новым центром для привлечения туристов в Центральную Азию. В декабре 2022 года был представлен более масштабный вариант: появился план курорта и глубоководного порта с нефтеналивными причалами, рыболовным и железнодорожным терминалами. Третья стадия создания «Инфраструктурно-рекреационного комплекса Мангыстау (Инжу-Маржан)» предполагает заполнение Карагие с созданием ГЭС. Инициатор Серик Буркитбаев считает, что если порт сначала строить на суше, а уже потом пустить воду, то это позволит сильно удешевить работы. Экологи отмечают, что Карагие и Караколь относятся к особо охраняемым природным территориям и могут пострадать, также может измениться уровень всего Каспия, существуют риски заиления порта и того, что мирабилит из засоленного водоёма будет разноситься ветрами.